# Bitwa pod Sokołowem Podlaskim
Bitwa pod Sokołowem Podlaskim – jedna z wielu konfrontacji zbrojnych w okresie powstania listopadowego. Rozegrała się 21 kwietnia 1831.
Szwadron kawalerii polskiej z 1. pułku ułanów pod dowództwem majora Sulejowskiego, wykorzystując efekt zaskoczenia, rozbił rosyjski oddział strzelców konnych, kładąc trupem 40 żołnierzy i dwóch oficerów, do niewoli biorąc 173 żołnierzy i 100 koni. Straty polskie wynosiły 1 zabitego i 3 rannych.
Zarówno ta bitwa, jak i wiele jej podobnych, nie miała żadnego większego znaczenia dla przebiegu kampanii, ukazywała jednak wolę walki i kunszt żołnierzy polskich, które nie zostały wykorzystane z przyczyn politycznych.